# Цэндийн Дондогдулам
Цэндийн Дондогдулам (монг. Улсын эх дагина — «Мать-дакини государства», 1876—1923) — супруга монгольского Богдо-хана.

## Биография
Цэндийн Дондогдулам родилась 15 ноября 1876 года (по другим данным — в 1874 году) во Внешней Монголии, в хошуне Хувчин-Джонон-вана Цанлигдоржа в Сэцэн-ханском аймаке (ныне сомон Баян-Адарга аймака Хэнтий).
Впервые познакомилась с Богдо-гэгэном VIII в 1895 году во время его поездки в монастырь Эрдэни-Дзу; ещё раз они встретились в 1900 году во время поездки в монастырь Амарбаясгалант. Дондогдулам была камеристкой старшей жены Джонон-вана Цогбадраха, который сопровождал Богдо-гэгэна в поездке.
В 1902 году Дондогдулам стала женой Богдо-гэгэна VIII. Богдо-гэгэн усыновил её сына, в котором опознали хубилгана Ялгуусан-хутухты (его судьба после революции неизвестна). В ней распознали дакини и проявление Белой Тары (монг. Цагаан Дарь Эх). В 1903 году на её содержание был выделен аймак, а в столице создан храм Эх-Дагинын-аймгийн-хурал. После провозглашения независимости Монголии в 1911 году Дондогдулам получила титул Улсын Эх Дагина — «Мать-дакини государства».
Дондогдулам создала при дворце Богдо-гэгэна центр умельцев и мастеров. По её инициативе они с Богдо-ханом усыновляли и растили многих детей. Согласно обычаю, она брала детей от семей, в которых дети быстро умирали. Одним из них был Л. Мордорж, ставший выдающимся монгольским композитором.

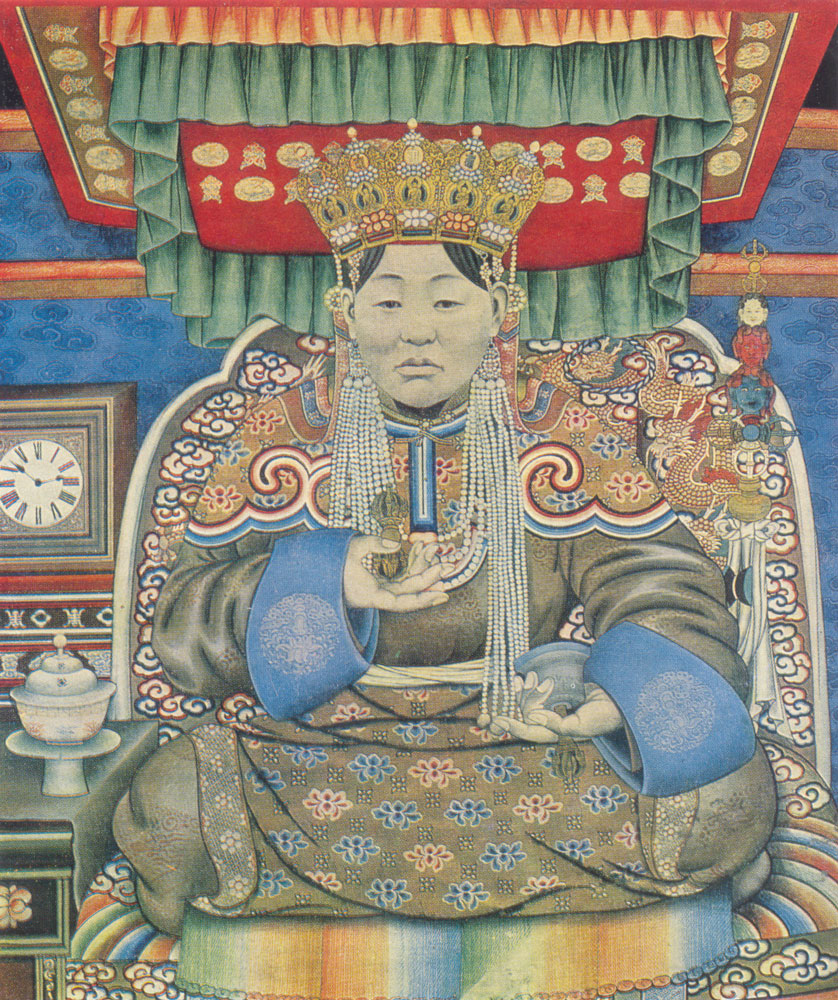
«Мать-дакини Дондогдулам»
художник Б. Шарав (фрагмент)

Дондогдулам скончалась в 1923 году за год до смерти супруга. День упокоения отмечали в 15-й день последнего осеннего месяца. Дондогдулам кремировали в истоках реки Сэлбэ вблизи Улан-Батора, где в своё время они с мужем проводили летний сезон. Долина впоследствии была названа «Шарга морьт» оттого, что во время кремации в ней паслись восемь соловых лошадей.

## Личность
Дондогдулам была грамотной, читала по-монгольски и по-тибетски. Монголы её уважали за ум, образованность и хорошее чтение священных книг нараспев. Личным учителем Дондогдулам был цорджи Лувсандондов; она разбиралась в буддийской догматике и ритуалистике, самостоятельно участвовала в хуралах; была отзывчивой, весёлой, умной, энергичной и властной женщиной. По некоторым сведениям, на приеме, устроенном в честь прибытия во Внешнюю Монголию цинского амбаня Саньдо, Дондогдулам отказалась поклониться ему, хотя он прибыл как представитель маньчжурского императора; она поддерживала Богдо-гэгэна в борьбе за независимость Монголии.
По сообщению П. К. Козлова, она «…разъезжает с ним [мужем] всюду, стреляет из лука, ловит рыбу на удочку, пьёт и не напивается». Миссионер Ф. А. Ларсон, неоднократно встречавшийся с ними обоими, вспоминал: «Монголы никогда не говорили о ней как о простом человека, но только как о богине. Она была практичной, благоразумной женщиной и великолепной домохозяйкой, выгнавшей из переходов великого дворца Будды весь мрак, таившийся там до её прихода. Она была приятной спутницей, хорошей наездницей и превосходным стрелком. Будда чрезвычайно ею гордился».

## Дань памяти
- Во дворце-музее Богдо-гэгэна имеется экспозиция, посвящённая Дондогдулам, включающая её личные вещи и восковую скульптуру.
- С июня 2011 года на родине Дондогдулам действует мемориальный комплекс «Монголын их хатдын өргөө», посвящённый выдающимся монгольским хатун.